# لانه‌کن اکوادوری
لانه‌کن اکوادوری (نام علمی: Trogon mesurus) نام یک گونه از سرده لانه‌کن‌های اصلی است.